# Pierre Boucher
Pierre Boucher (* 29. Februar 1908 in Paris, Frankreich; † 27. November 2000 in Faremoutiers, Frankreich) war ein französischer Fotograf.

## Leben und Werk
Pierre Boucher wurde im Jahre 1908 in Paris geboren, wo er 1921 bis 1925 die Zeichen- und Kunstgewerbeschule (École des Arts Appliquées) besuchte. Anschließend absolvierte er ein Praktikum bei der Firma Draeger. 1926/27 arbeitete er in der Werbeabteilung des Kaufhauses Printemps. Als er 21-jährig seine Dienstzeit bei der Militärfliegerei in Marokko durchlief, erlernte er das Metier der Fotografie. Er absolviert 1932 ein Praktikum bei Deberny & Peignot, machte Bekanntschaft mit Maximilian Vox, Herbert Matter, Maurice Tabard, Roger Barry, Maurice Cloche und René Zuber, in dessen Studio er eintrat. Ab 1932 veröffentlichte er Fotoghrafien in Arts et Métiers Graphiques Photographie. Auf Vermittlung dessen Chefredakteurs André Lejard machte er Bekanntschaft mit Maria Eisner. 1934 war er (mit Eisner, Zuber, Emeric Feher, Denise Bellon) Mitbegründer der Agentur Alliance Photo. Neben Reportagen setzte er sich  mit allen Formen experimenteller Fotokunst auseinander. Am Konstruktivismus und Surrealismus geschult, nutzte er alle zur Verfügung stehenden Techniken von der Fotomontage bis zur Solarisation für ein breites Spektrum von Sujets. 1933 nahm er an dem von daniel Masclet initiierten I. Salon International du Nu Photographique und 1935 an der Ausstellung Affiches, Photos in der Galerie Billet-Vorms teil. 1940 zog er sich in die freie Zone Frankreichs zurück; 1945 war er Mitglied der Agence de Diffusion et d'Èdition Photographiques (ADEP). Von 1948 bis 1953 war er für die Öffentlichkeitsarbeit des Marshallplans tätig. 1952 gründete er die Werbeagentur Muktiphoto. Ab 1961 unternahm er ausgedehnte Reisen; 1972 zog er sich aus der Fotografie zurück.
Einen Namen machte sich Boucher vor allem als Fotojournalist und als Werbefotograf.

## Einzelausstellungen
- 2011: Un photographe de Matisse: Pierre Boucher, Musée Matisse, Nizza
- 2003: Pierre Boucher (1908-2000), Musée Sainte-Croix, Poitiers

## Lexikalischer Eintrag
- Hans-Michael Koetzle: Fotografen A-Z. Taschen Deutschland, 2015, ISBN 978-3-8365-5433-6